# Teinopalpus
Genre
Le genre Teinopalpus regroupe des lépidoptères (papillons) de la famille des Papilionidae et de la sous-famille des Papilioninae.

## Dénomination
Le nom de Teinopalpus a été donné par Frederick William Hope en 1843.

## Caractéristiques communes
Ils résident en Asie.

## Liste des espèces
- Teinopalpus aureus Mell, 1923;
- Teinopalpus imperialis Hope, 1843

### Source
- funet